# Baraize
Baraize ist eine französische Gemeinde mit 357 Einwohnern (Stand: 1. Januar 2022) im Département Indre in der Region Centre-Val de Loire; sie gehört zum Arrondissement Châteauroux (bis 2017: Arrondissement La Châtre) und zum Kanton Argenton-sur-Creuse. 

## Geographie
Baraize liegt etwa 40 Kilometer südsüdwestlich von Châteauroux. Die Creuse bildet die östliche Gemeindegrenze. Nachbargemeinden von Baraize sind Ceaulmont im Westen und Norden, Gargilesse-Dampierre im Nordosten, Cuzion im Osten, Éguzon-Chantôme im Süden sowie Bazaiges im Westen.

## Bevölkerungsentwicklung
| Jahr                       | 1962 | 1968 | 1975 | 1982 | 1990 | 1999 | 2007 | 2012 | 2020 |
| Einwohner                  | 428  | 389  | 417  | 404  | 337  | 301  | 313  | 334  | 366  |
| Quellen: Cassini und INSEE |      |      |      |      |      |      |      |      |      |

## Sehenswürdigkeiten
- Kirche Saint-Germain-d’Auxerre
- Stauwehr La Roche-au-Moine an der Creuse

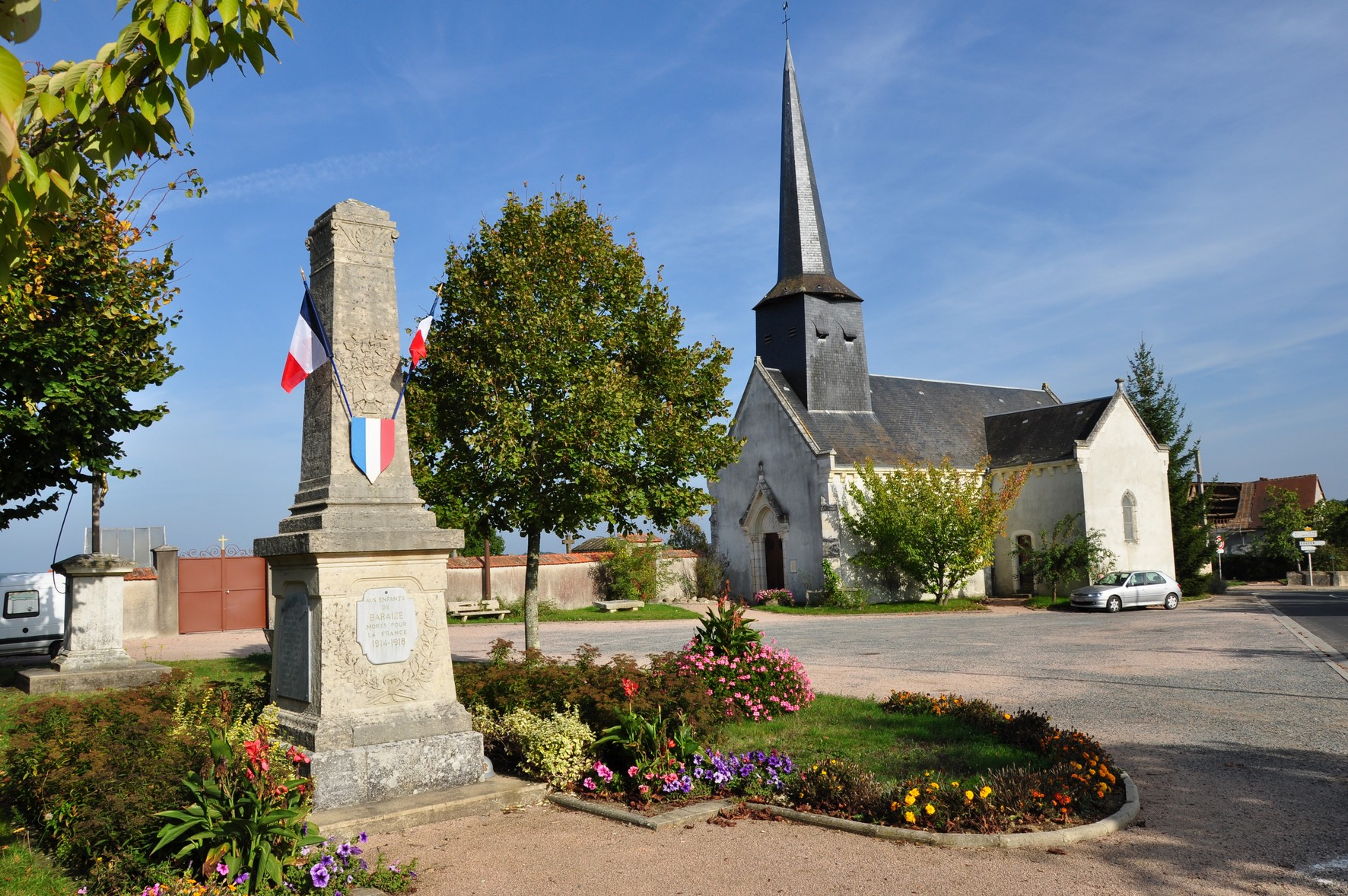
Kirche Saint-Germain-d’Auxerre
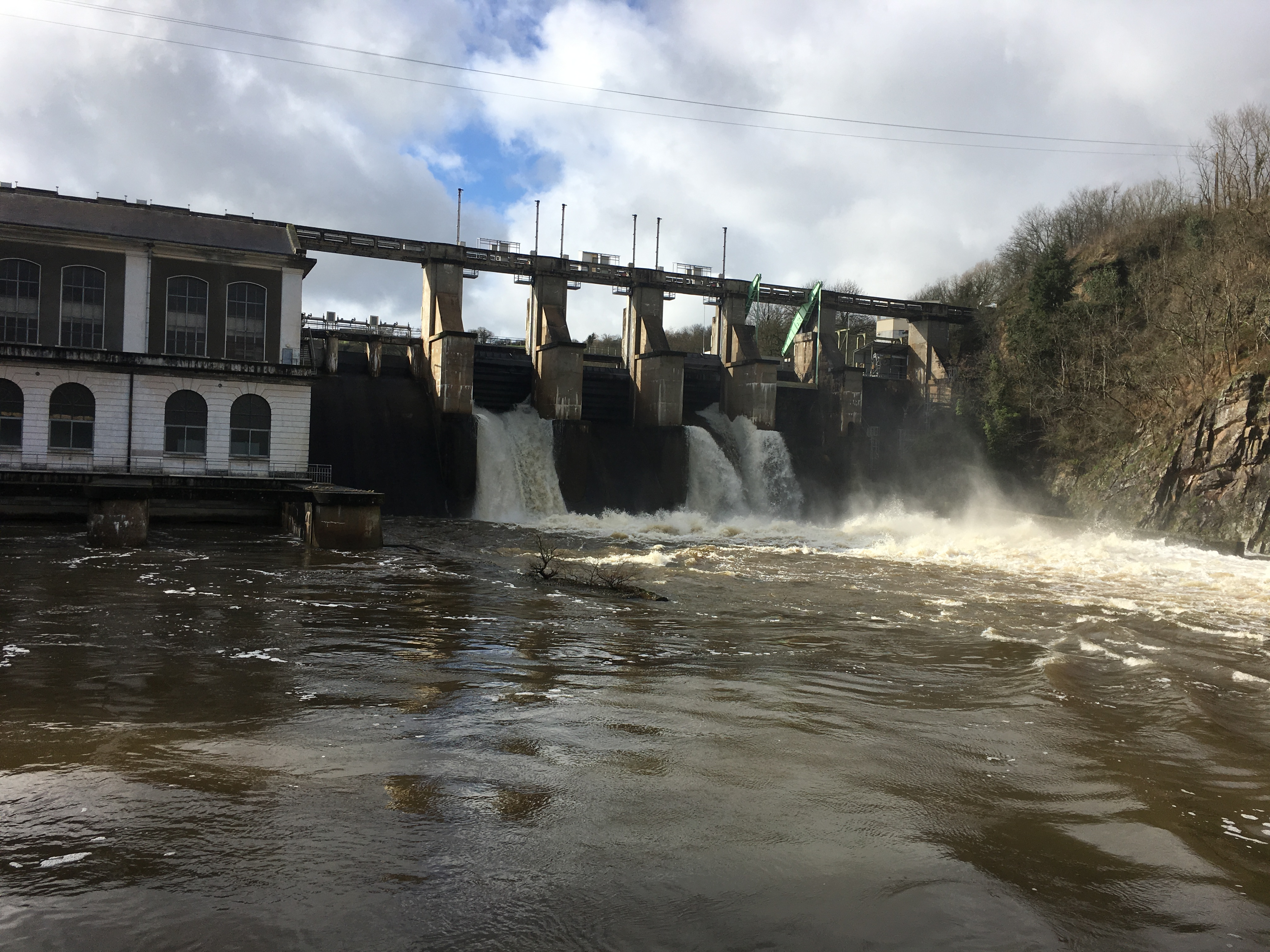
Stauwehr und Wasserkraftwerk an der Creuse